# Мексиканская чечевица
Мексиканская чечевица (лат. Haemorhous mexicanus) — вид птиц семейства вьюрковых. Известно более десяти подвидов, распространённых в Северной Америке вплоть до южных районов Канады; также завезены на Гавайские острова.

## Подвиды
Выделяют 11 подвидов:
- Haemorhous mexicanus amplus (Ridgway, 1876)
- Haemorhous mexicanus centralis (Moore, 1937)
- Haemorhous mexicanus coccineus (Moore, 1939)
- Haemorhous mexicanus frontalis (Say, 1823)
- Haemorhous mexicanus griscomi (Miller, 1939)
- Haemorhous mexicanus mcgregori (Anthony, 1897)
- Haemorhous mexicanus mexicanus (Miller, 1776)
- Haemorhous mexicanus potosinus (Griscom, 1928)
- Haemorhous mexicanus roseipectus (Sharpe, 1888)
- Haemorhous mexicanus ruberrimus (Ridgway, 1887)
- Haemorhous mexicanus sonoriensis Ridgway, 1901)

## Внешний вид и образ жизни
Половой диморфизм у мексиканских чечевиц
Для мексиканских чечевиц характерен половой диморфизм в окраске оперения: голова, грудь и спина самцов окрашены в красный цвет, с пёстрым брюшком и коричневыми крыльями и хвостом, в то время как самки проще — пёстрые снизу и коричневые сверху. Молодые самцы по окраске напоминают самок.
Другие характеристики вида являются общими для самцов и самок: конический клюв, длинный не раздвоенный хвост (одно из основных видимых отличий от пурпурной чечевицы и чечевицы Кассина) и характерное пение, часто в полёте. Общая длина тела — около 14 см (самки примерно на 1,3 см короче самцов), длина хвоста 6,6 см, средний вес — от 19 до 22 г. Тем не менее широкое географическое распространение и разнообразная среда обитания привели к большой фенотипической вариативности облика и физиологии.
Мексиканские чечевицы моногамны. Пары формируются зимой, до начала гнездового сезона. В процессе ухаживания самец демонстрирует «полёт бабочки», взмывая вверх на 20—30 метров, а затем начиная медленный скользящий спуск, сопровождаемый громким пением. Отмечается, что самки предпочитают самцов с более яркой окраской головы.
Гнездовой сезон длится с марта по август, и за это время пара успевает сделать до шести кладок, однако птенцы обычно бывают не более чем в трёх. Гнездо открытое, чашевидное. В кладке, как правило, от трёх до шести голубовато- или зеленовато-белых яиц весом около 2,4 г каждое; период насиживания 12—17 дней. Насиживает только самка. Птенцы слетают с гнезда через 12—19 дней, после чего самка строит новое гнездо и делает новую кладку, а отец некоторое время продолжает кормить птенцов. Максимальная зафиксированная продолжительность жизни мексиканских чечевиц на воле — 11 лет и 9 месяцев.
Мексиканские чечевицы — дневные птицы. Питаются они в основном зёрнами, небольшую часть рациона составляют фрукты и насекомые. В отличие от других видов чечевиц, мексиканские могут кормиться на земле, хотя обычно делают это только большими стаями или в непосредственной близости от высоких насестов. Основные природные враги — ястребы и домашние кошки; мелкие грызуны, крысы, змеи, еноты, сойки и вороны могут разорять гнёзда.

## Ареал
Мексиканская чечевица — один из самых распространённых видов Северной Америки: общая численность оценивается в 21 миллион особей. Встречается по всей территории США и Мексики, а также в южной части Канады; общая площадь распространения вида — более 20 тысяч км². При этом для северной части континента этот вид не является коренным: потомство нескольких привезённых из Калифорнии экземпляров, выпущенных в 1939 году в Нью-Йорке, распространившись, заняло одну из самых широких экологических ниш среди современных видов птиц. Если первоначальной средой обитания мексиканских чечевиц были пустыни и засушливые районы в юго-западной части континента, то теперь они селятся и на океанском побережье, и на южной границе тайги, и в мегаполисах. Северные популяции, в отличие от южных, освоили перелётный образ жизни и зиму проводят в южных районах США. Помимо континентальной части США и Канады, мексиканские чечевицы завезены также на Гавайи.
В восточной части Северной Америки мексиканские чечевицы гнездятся в окрестностях человеческого жилья, обычно в городах, в кроне деревьев среднего яруса. В исконных местах своего обитания, на юго-западе, их можно найти в пустынях и степях, на берегах рек, в зарослях кустарника и в открытых хвойных лесах.

1958—1961
1968—1971
1978—1981
1988—1990
2008